# Laguna de la Paja
Laguna de la Paja är en periodisk sjö i Spanien.   Den ligger i provinsen Provincia de Cádiz och regionen Andalusien, i den södra delen av landet, 500 km söder om huvudstaden Madrid. Laguna de la Paja ligger 24 meter över havet.  Trakten runt Laguna de la Paja består till största delen av jordbruksmark.